# Бущране (община Враня)
Вижте пояснителната страница за други значения на Бущране.
Бущране или Бущрене (на сръбски: Буштрање, Buštranje) е село в Югоизточна Сърбия, Пчински окръг, Град Враня, община Враня.

## География
Селото е разположено в полупланински район, основно край Бущренската река. По своя план е пръснат тип селище, съставено от махали. Отстои на 21,6 км южно от общинския и окръжен център Враня, на 2,4 км южно от село Булесовце, на 1,6 км югоизточно от село Миланово, на 5 км северозападно от село Русце и на север от буяновашкото село Бущране.

## История
Няма исторически сведения за това кога е основано Бущрене. Според разкази на стари хора, бягащи от чумата жители на село Старо Бущрене се заселват на мястото на днешната махала Село. По-късно идват заселници и от други селища. След време голяма част от жителите му започват да се установяват трайно в имотите си извън селото и постепенно се оформят отделни махали.
През 1878 г. землището на селото е разделено между Сърбия и Османската империя, като двете му части се обособяват в самостоятелни селища.
Към 1903 г. селото е съставено от тринадесет махали – Село (Средорек), Кърновац, Луковска, Симоновска, Гораначка (Горанце), Билашлиска, Поречанска (Станимировска), Мутавджиска, Мишайновска, Любанска, Кал махала, Бабатренинска, Стойчиновска и Плочка и има 130 – 140 къщи.
По време на Първата световна война селото е във военновременните граници на Царство България, като административно е част от Вранска околия на Врански окръг и е център на Бущренската община.

## Население
Според преброяването на населението от 2011 г. селото има 411 жители.

### Етнически състав
Данните за етническия състав на населението са от преброяването през 2002 г.
- сърби – 484 жители (99,38%)
- македонци – 3 жители (0,61%)